# Sputnik 8A91-1
Sputnik 8A91-1 – pełna nazwa głównego stopnia radzieckich rakiet nośnych Sputnik 8A91. Dookoła niego umieszczano 4 stopnie zerowe (pomocnicze), Sputnik 8A91-0.